# Aragóniai Sancha nápolyi hercegnő
Aragóniai Sancha (Sancia d’Aragona) (Gaeta, 1478 – Nápoly, 1506) nápolyi hercegnő – akit a korának a legszebb hölgyei között tartottak számon – a Borgia-korszak egyik jelentős szereplője volt.

## Származása
Az édesapja II. Alfonz (1448–1495) nápolyi király volt, aki az Aragóniai-házból, a Trastámara-ház oldalágából származott; az édesanyja a király szeretője, Trogia Gazella (1460 körül?–?).

## Élete és kora
1492-ben eljegyezték Onorato Caetanival (?–1528), Fondi grófjával (később Traetto hercege), azonban az eljegyzést hamarosan felbontották, ugyanis a nagyapjának, I. Ferdinánd királynak (1423-1494) unokájával kapcsolatos tervei megváltoztak, a következők miatt:
I. Ferdinánd apját, I. Alfonz királyt (1396–1458) (V. Alfonz néven Aragónia királya volt) az Anjou-házból származó,  gyermektelenül elhunyt II. Johanna (1373–1435) királynő örökbe fogadta, de később kitagadta, azonban Alfonznak mégis sikerült a Nápolyi Királyságot megszereznie. Alfonz ugyanis elűzte a Valois-házból származó I. René királyt (1409 -1480), akit – Alfonz kitagadása után – II. Johanna örökbe fogadott. A Valois-házból származó francia királyok azonban nem mondtak le a nápolyi trónra vonatkozó követelésükről, és az 1490-es évek közepén az ambiciózus VIII. Károly király (1470 -1498) elérkezettnek látta az időt a nápolyi trónt megszerzésére.
I. Ferdinánd a francia törekvésekkel szemben – egyebek mellett – azzal kívánt védekezni, mivel a nápolyi király a római pápa hűbérese volt, hogy megszerezze a Borgia-családból származó VI. Sándor pápa (1431–1503) támogatását. I. Ferdinánd elérte, hogy Sanchát feleségül vette VI. Sándornak Vanozza de Cattaneitől (1442–1518) született legkisebb fia, Goffredo (Jofré) Borgia (1481–1516). Sancha és Goffredo esküvőjére 1494. májusban, Nápolyban került sor, ezzel egyidejűleg Goffredo Squillace hercege lett; a házastársak ide költöztek.
I. Ferdinánd törekvései nem jártak a kívánt eredménnyel: A nápolyi király halála után, még 1494-ben, VIII. Károly bevonult Észak-Itáliába, majd 1495. februárban Nápolyba is, ahol királlyá koronáztatta magát. II. Alfonz már korábban lemondott a fia, II. Ferdinánd (1469–1496), Sancha féltestvér bátyja javára, és Szicíliába menekült. A túlerő elől II. Ferdinándnak is menekülnie kellett, ő Ischia szigetére távozott. A források szerint Sancha és férje is Szicíliába távoztak.
Még 1495 májusában azonban VIII. Károlynak el kellett hagynia Nápolyt, a vele szemben alakult katonai szövetség miatt, amelyben – mások mellett – Velence, VI. Sándor pápa, és II. (Katolikus) Ferdinánd aragóniai király (1452–1516) (V. Ferdinánd néven Kasztília és León királya, a Trastámara-házból származott, így Sanchának is a rokona volt) vettek részt. 1496. februárban a Nápolyban visszamaradt francia helyőrség már nem tudta tovább tartani magát, és átadta a várost Sancha bátyjának, így II. Ferdinánd visszatért a nápolyi trónra, és Sancha, valamint a férje is hazatértek.
A pápa még 1496-ban – II. Ferdinánd halála előtt – Sanchát és férjét Rómába hívta, hogy lakjanak ott, akik ennek a kérésnek eleget is tettek. Rómában Sancha megismerte Goffredo bátyjait, Cesare (César) Borgia bíborost (1475–1507), és Giovanni (Juan) Borgiát (1474?, 1475?–1497), Gandia hercegét, a pápai hadsereg főkapitányát, valamint Goffredo nővérét, Lucrezia Borgia hercegnőt (1480 -1519), akivel hamar kifejezetten jó kapcsolatot alakított ki. Sancha, akinek férje még mindig csak tizenöt éves volt, és Cesare szerelemre lobbantak egymás iránt, a kapcsolatuk hamar ismertté vált. (Olyan hírek is elterjedtek, hogy Sancha Goffredo másik fivérével, Giovannival is kapcsolatot alakított ki.)
1497-ben Giovanni Borgiát rejtélyes módon meggyilkolták, a tettes személye sohasem vált ismertté. Az egyik legelterjedtebb híresztelés szerint a testvérével ekkor már rossz viszonyban lévő Cesare gyilkoltatta meg Giovannit, hogy – a bíborosi címtől megválva – átvehesse annak főkapitányi tisztségét. Valóban, Cesare hamarosan megvált a bíborosságtól, és később főkapitány is lett. Giovanni halála után vetődött fel az, hogy Goffredo és Sancha házasságát érvénytelenítik, Goffredo bíboros lesz, Sancha és Cesare pedig házasságot kötnek, de ebből semmi sem vált valóra.
VI. Sándor elképzelése ugyanis – amelyet fia, Cesare is osztott – az volt, hogy Cesarének „törvényes” gyermek legyen a felesége, mégpedig Aragóniai Carlotta hercegnő (1480–1506), a gyermektelenül elhunyt II. Ferdinánd utódjának, IV. (I.) Frigyes nápolyi királynak (1452–1504) – Sancha apai nagybátyjának – a leánya, aki egyébként a francia királyi udvarban nevelkedett. Ez az elképzelés nem valósult meg. VIII. Károly utódja, a szintén a nápolyi trónra aspiráló XII. Lajos francia király (1462 -1515) elérte, hogy a Franciaországba utazó Cesare 1499. májusban az Albret-házból származó Charlotte (Sarolta) hercegnőt (1480–1514) hercegnőt, III. János navarrai király (1469–1516) húgát vegye feleségül. A francia király jóvoltából Cesare Borgia Valentinois hercege lett (ezért Valentinónak is hívták), és végleg elfordulva az Aragóniai-háztól, a francia király pártjára állt.
Közben, 1498. júliusban, Lucrezia Borgia megkötötte második házasságát. A férje Alfonz (1481–1500), Bisceglie hercege, Sancha öccse lett; a házasságukból egy kisfiú született, Rodrigo (1499 -1512).
A franciaországi herceggé vált Cesarének azonban már útjában volt a nápolyi rokonság, és végzetes elhatározásra jutott: 1500. júliusban a bérencei súlyosan megsebesítették Alfonz herceget (aki korábban már érezte azt a veszélyt, ami a sógora felől fenyegette, egyszer el is menekült Rómából, de magának a pápának az unszolására visszatért). Sancha az öccsét, Lucrezia a férjét kitartóan ápolta, azonban Cesare bizalmasa, Michelotto Corella (1470–1508), ügyes trükkel eltávolította őket Alfonz mellől, és ezt kihasználva, 1500. augusztus 18-án Cesare emberei megölték a sebesült herceget. Sanchát – aki az általa nagyon szeretett öccsének meggyilkolása miatt elhidegült Lucreziától – a férjétől elszakították, az Angyalvárba kísérték, tisztes fogságba vetették (ahonnan majd csak 1503-ban szabadul). A felháborodott és temperamentumos nápolyi hercegnő hamarosan az Angyalvár egyik erkélyéről a járókelőkhöz fordulva, világgá kiáltotta a Borgiák valós, illetve vélt bűneit, amíg az őrök el nem vonszolták, de bántódásáról nincs tudomásunk. Később olyan hírek terjedtek el, hogy a fogsága alatt szerelmi kapcsolatot létesített Ippolito d’Este bíborossal (1479 -1520), aki Magyarországon Estei Hippolit (Ipoly) néven Eger püspöke volt, de inkább Itáliában tartózkodott, mint a püspökségében.
Még 1500-ban a granadai szerződésben XII. Lajos francia és  II. Ferdinánd aragóniai király (aki II. Ferdinánd néven Szicília királya is volt) megállapodtak a Nápolyi Királyság felosztásáról. 1501-ben a franciák és a spanyolok közösen megszállták a királyságot, területét felosztották egymás között. Nápoly a franciáknak jutott. Frigyes király a franciák fogságába került, Franciaországba vitték, ahol élete végéig tisztes fogságba vetették. Ahogy várható volt, a győztesek hamarosan összevesztek a zsákmányon, háború alakult ki, ahol végül a spanyolok győztek, 1503-ban megszerezték Nápolyt, majd a franciákat kiszorítva, az egész királyságot is. Aragóniai Ferdinánd – III. Ferdinánd néven – Nápoly királya lett.
1503-ban meghalt VI. Sándor pápa, és ezzel Cesare csillaga leáldozott. Sancha kiszabadult az Angyalvárból, és végleg hazatért Nápolyba. Goffredo a saját hercegségébe, Squillacébe ment, de a házastársak továbbra sem éltek együtt. Ez után azt rebesgették, hogy Sancha a „Nagy Kapitánynak” nevezett kiváló spanyol hadvezérrel, Gonzalo Fernández de Córdobával (1453–1515),  aki 1504 és 1507 között Nápoly alkirálya volt, létesített kapcsolatot. Majd olyan hírek is elterjedtek, hogy Sancha a spanyol szolgálatban álló, híres olasz zsoldosvezér, Prospero Colonna (1452–1523) szeretője lett.
Sancha fiatalon – ismeretlen, súlyos betegségben – 1506-ban (egyes adatok szerint már 1504-ben) meghalt.

## Vélt utódai
Sanchának nem született gyermeke. Lucrezia Borgia kérésére azonban magával vitte Nápolyba az unokaöccsét, Rodrigót, Alfonznak, Bisceglie hercegének a fiát. Lucrezia ugyanis harmadszor is férjhez ment, az Este-házból származó I. Alfonz (1476–1534), Ferrara hercege lett a férje, és a férje családja ekkor azt kérte Lucreziától, hogy a gyermekét ne hozza magával. A hazatérő Sancha – állítólag Cesare kifejezett kérésére – a római infánsnak nevezett Giovanni Borgiát (1498–1548) is magával vitte Nápolyba, akinek a származásáról a legvadabb pletykák keringtek.
Feleségének halála után Goffredo másodszor is megnősült, egy Maria de Mila nevű nemeshölgyet vett feleségül, három gyermekük született.

## Szépirodalom
- Jeanne Kalogridis: A Borgia menyasszony, Palatinus, Budapest, 2009.